# فیلترهای آراف و مایکروویو
فیلترهای فرکانس رادیویی (آراِف) و مایکروویو، دسته‌ای از فیلترهای الکترونیکی را نشان می‌دهند که برای کار بر روی سیگنال‌هایی درمحدودهٔ فرکانس مگاهرتز تا گیگاهرتز (فرکانس متوسط تا فرکانس بسیار بالا) طراحی شدند. این محدوده فرکانس محدوده‌ای است که توسط اکثر پخش‌های رادیویی، تلویزیونی، ارتباطات بی‌سیم (تلفن‌های همراه، وای-فای و غیره) استفاده می‌شود و بنابراین اکثر دستگاه‌های آراِف و ریزموج شامل نوعی فیلترگذاری بر روی سیگنال‌های ارسالی یا دریافتی می‌شوند. چنین فیلترهایی معمولاً به‌عنوان اجزای سازنده برای دوسویه‌سازها و دیپلکسرها استفاده می‌شوند تا چندین باند فرکانسی را ترکیب یا جداسازی کنند.

## کارایی‌های فیلتر
برای فیلتر چهار عملکرد کلی مطلوب است:
- فیلتر میان‌گذر: انتخاب فقط یک باند فرکانس دلخواه.
- فیلتر میان‌نگذر: یک باند فرکانس نامطلوب را حذف می‌کند.
- فیلتر پایین‌گذر: فقط به فرکانس‌های زیر فرکانس قطع اجازه عبور می‌دهد.
- فیلتر بالاگذر: فقط به فرکانس‌های بالاتر از فرکانس قطع اجازه عبور می‌دهد.

## فناوری‌های فیلتر
به‌طور کلی، اکثر فیلترهای RF و مایکروویو معمولاً از یک یا چند تشدیدگر تزویجشده تشکیل شده‌اند، بنابراین از هر فناوری که می‌توان برای ساخت تشدیدگرها استفاده کرد، می‌توان برای ساخت فیلترها نیز استفاده کرد.
به‌طور کلی در انتخاب فیلتر مناسب، ضریب کیفیت بدون بار تشدیدگرهای مورد استفاده، تعیین‌کننده هستند. کتاب ماتایی، یانگ و جونز ارجاع خوبی به طراحی و اجرای فیلترهای RF و مایکروویو ارائه می‌دهد. نظریه فیلتر تعمیم‌یافته با فرکانس‌های تشدید و ضرایب تزویج تشدیدگرهای تزویج‌شده در یک فیلتر مایکروویو عمل می‌کند.

### فیلترهای اجزای محدود ال‌سی
ساده‌ترین ساختار تشدیدگری که می‌توان در فیلترهای RF و مایکروویو استفاده کرد، مدار تانک LC متشکل از سلف‌ها و خازن‌های موازی یا سری است. این‌ها مزیتی دارند که بسیار فشرده هستند، اما ضریب کیفیت پایین تشدیدگرها منجر به عملکرد نسبتاً ضعیف می‌شود.
فیلترهای اجزای محدود LC دارای محدوده فرکانس بالا و پایین هستند. چنان‌که فرکانس بسیار کم شود، اندازه سلف‌های مورد استفاده در مدار تانک در محدوده پایین کیلوهرتز تا هرتز بسیار بزرگ می‌شوند. فیلترهای فرکانس بسیار پایین، اغلب با کریستال برای غلبه بر این مشکل طراحی می‌شوند. با افزایش فرکانس به محدوده ۶۰۰ مگاهرتز و بالاتر، سلف‌های مدار تانک آنقدر کوچک می‌شوند که عملی نباشند. از آنجایی که راکتانس الکتریکی یک سلف با یک اندوکتانس معین، نسبت به فرکانس به‌صورت خطی افزایش می‌یابد، در فرکانس‌های بالاتر، برای رسیدن به همان راکتانس، ممکن است به اندوکتانس بسیار کمی نیاز باشد.

### فیلترهای مسطح
خطوط انتقال مسطح مانند میکرواستریپ، موجبر هم‌سطح و خط نواری می‌توانند تشدیدگرها و فیلترهای خوبی بسازند و از نظر اندازه و عملکرد نسبت به فیلترهای اجزای محدود سازش بهتری ارائه دهند. فرآیندهای مورد استفاده برای ساخت مدارهای میکرواستریپ بسیار شبیه به فرآیندهای مورد استفاده در ساخت بردهای مدار چاپی است و این فیلترها این مزیت را دارند که تا حد زیادی مسطح هستند.
فیلترهای مسطح دقیق با استفاده از فرایند لایه نازک تولیدمی‌شوند. ضریب کیفیت بالاتر را می‌توان با استفاده از مواد دی‌الکتریک مماس کم تلفات برای زیرلایه مانند کوارتز یا یاقوت کبود و فلزات با مقاومت پایین‌تر مانند طلا به‌دست‌آورد.

### فیلترهای هم‌محور
خطوط انتقال هم‌محور، ضریب کیفیت بالاتری نسبت به خطوط انتقال مسطح ارائه می‌دهند. بنابراین هنگامی که عملکرد بالاتر مورد نیاز است، استفاده می‌شود. تشدیدگرهای هم‌محور ممکن است از موادی با ثابت دی‌الکتریک بالا برای کاهش اندازه کلی خود استفاده کنند.

### فیلترهای کاواکی
هنوز به‌طور گسترده در محدوده فرکانس ۴۰ مگاهرتز تا ۹۶۰ مگاهرتز استفاده می‌شود، فیلترهای کاواکی که به خوبی ساخته‌شده‌اند، حتی تحت بارهایقدرت حداقل یک مگاوات، گزینه مناسبی برای انتخاب هستند. ضریب کیفیت Q بالاتر و همچنین افزایش پایداری عملکرد در فرکانس‌های با فاصله (تا ۷۵ کیلوهرتز) را می‌توان با افزایش حجم داخلی کاواک‌های فیلتر به‌دست‌آورد.
طول فیزیکی فیلترهای کاواکی مرسوم، می‌تواند از بالای ۲/۵ سانتی‌متر در محدوده ۴۰ مگاهرتز، تا زیر ۲۷/۵ سانتی‌متر در محدوده ۹۰۰ مگاهرتز متفاوت باشد.
در محدوده مایکروویو (۱۰۰۰مگاهرتز و بالاتر)، فیلترهای کاواکی ازنظر اندازه و ضریب کیفیت که به‌طور قابل توجه ای بالاتر است، کاربردی‌تر از تشدیدگرها و فیلترهای اجزای محدود می‌شوند.

### فیلترهای دی‌الکتریک

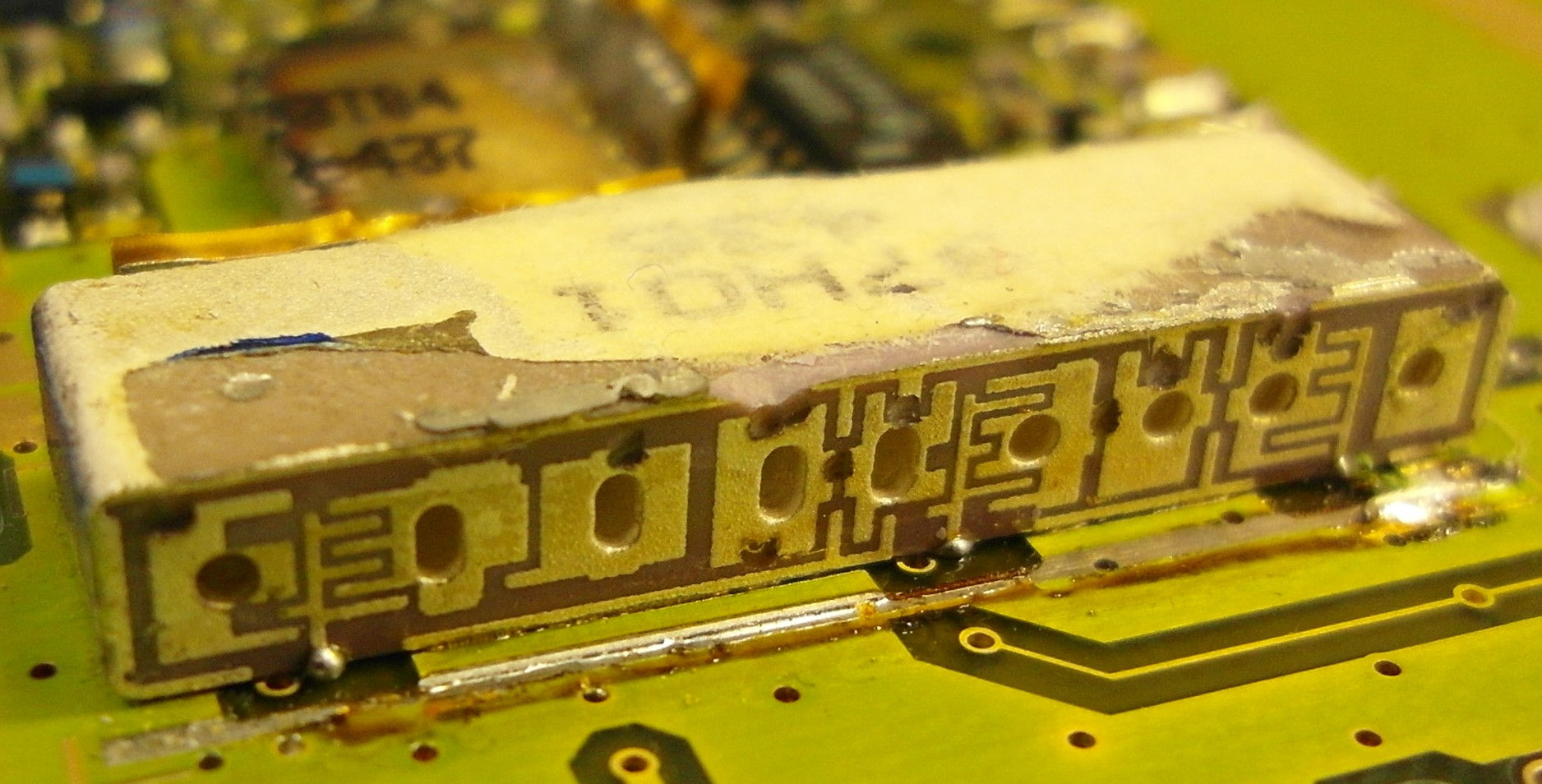
یک فیلتر دی‌الکتریک RF از یک تلفن همراه موتورولا ۱۹۹۴

از کیسه‌های ساخته شده از مواد دی‌الکتریک مختلف نیز می‌توان برای ساخت تشدیدگرها استفاده کرد. مانند تشدیدگرهای هم‌محور، ممکن است از مواد ثابت دی‌الکتریک بالا برای کاهش اندازه کلی فیلتر استفاده شود. با مواد دی‌الکتریک کم تلفات، این‌ها می‌توانند عملکرد بسیار بالاتری نسبت به سایر فناوری‌هایی که قبلاً مورد بحث قرار گرفت، ارائه دهند.

### فیلترهای الکتروآکوستیک
تشدیدگرهای الکتروآکوستیک مبتنی‌بر مواد پیزوالکتریک را می‌توان برای فیلترها استفاده کرد. از آنجایی که طول‌موج صوتی در یک فرکانس معین چندین مرتبه کوتاهتر از طول موج الکتریکی است، تشدیدگرهای الکتروآکوستیک معمولاً از نظر اندازه و وزن کوچکتر از همتایان الکترومغناطیسی مانند تشدیدگرهای کاواکی هستند.
یک نمونه رایج از تشدیدگر الکتروآکوستیک، نوسان‌ساز کوارتز است که دراصل برشی از کریستال کوارتز پیزوالکتریک است که توسط یک جفت الکترود بسته‌شده‌است. این فناوری به چندده مگاهرتز محدود شده‌است. برای فرکانس‌های مایکروویو، معمولاً بیش از ۱۰۰ مگاهرتز، اکثر فیلترها از فناوری‌های لایه نازک مانند امواج سطحی آکوستیک (SAW) و تشدیدگر آکوستیکی حجیم با پوسته-نازک (FBAR, TFBAR) استفاده می‌کنند.

### فیلتر موج‌بری
فیلتر آهن وافل یک نمونه است.

### فیلترهای مبتنی‌بر تونل‌زنی انرژی
اینها مدل جدید فیلترهای مایکروویو با قابلیت تیون‌سازی بالا هستند. این نوع خاص از فیلترها را می‌توان بر روی موجبرها، SIW یا بر روی فناوری PCB ارزان قیمت اجرا کرد و می‌توان با کمک سوئیچ‌هایی که در موقعیت‌های مناسب قرار داده شده‌اند، برای دستیابی به محدوده تیون‌سازی گسترده، روی هر فرکانس پایین‌تر یا بالاتر تنظیم کرد.

## یادداشت
1. ↑  "RF / Microwave Filters, Diplexers, Duplexers, Switched Banks Vendors - RF Cafe".
2. ↑  Matthaei, George L.; Jones, E. L.; Young, Leo (1980). Microwave filters, impedance-matching networks, and coupling structures. Dedham, Mass: Artech House Books. ISBN 0-89006-099-1.
3. ↑  R Lay (15 February 1977). "Phase and Group Delay of S-Band Megwatt Cassegrain Diplexer and S-Band Megawatt Transmit Filter" (PDF). The Deep Space Network Progress Report (DSN PR 42-37): 198–203.
4. ↑  https://www.researchgate.net/publication/322103358_A_new_Class_of_MET_based_Tunable_Microwave_Filters